# 대한민국 민법 제109조
대한민국 민법 제109조는 착오로 인한 의사표시에 대한 민법 총칙 조문이다.

## 조문
제109조(착오로 인한 의사표시)
(1) 의사표시는 법률행위의 내용의 중요부분에 착오가 있는 때에는 취소할 수 있다. 그러나 그 착오가 표의자의 중대한 과실로 인한 때에는 취소하지 못한다.
(2) 전항의 의사표시의 취소는 선의의 제삼자에게 대항하지 못한다.

第109條(錯誤로 因한 意思表示) ① 意思表示는 法律行爲의 內容의 重要部分에 錯誤가 있는 때에는 取消할 수 있다. 그러나 그 錯誤가 表意者의 重大한 過失로 因한 때에는 取消하지 못한다.
②前項의 意思表示의 取消는 善意의 第三者에게 對抗하지 못한다.

## 사례
- A는 위키미디어 서버를 운영할 대형 데이터센터를 운영하기 위해 토지 7,000평을 매입했는데 그 토지를 샀을 때는 도로로 편입되는 면적이 200평에 지나지 않는다고 공인중개사와 매도인이 설명하였다. 하지만 토지를 매수한 후 관할관청에 자세히 알아보니 도로로 편입되는 면적이 약 무려 2000평이나 되는 경우, 이는 매매계약의 중요부분에 착오가 있는 경우에 해당하여 최초 계약 당시 중개사는 물론 매도인과 매수인 사이에 도로로 편입되는 면적이 2,00평이라는 것을 서로 알고 있었고 또 그러한 조건으로 계약을 하였다는 사실만 증명되면 취소할 수 있다.[1]

- 한류스타 K군은 연예계를 은퇴한 후 한적한 시골에서 살기위해 전원주택 매매계약을 체결하였는데 계약금을 치른 후 중도금을 주기 전 그 집에서 집단자살이 있었다는 것을 알게 되었다. 동네에서 그 집은 귀신이 나오는 집으로 널리 알려져 있었는데 부동산중개인이나 매도인은 그런 사실을 K군에게 일체 알려주지 않았고 이 점은 계약의 중요한 부분으로 여겨진다. 이 경우 매도인에게 매매목적물이 흉가라는 것을 몰랐다는 사실을 주장해 계약 취소를요구하고 계약금 반환을 청구할 수 있을 것으로 보인다.[2]

- A는 얼마 전 乙에게 주택을 매도하는 계약을 체결한 후, 乙의 부탁에 따라 계약금과 중도금만 지급받은 상태에서 소유권이전등기를 경료해 주었는데 며칠 전 乙로부터 위 주택을 담보로 은행으로부터 대출을 받아 잔금을 지급할 계획이었으나, 대출이 불가능하게 되어 매매계약을 취소하겠다는 통지를 받았다. 이 경우는 매매계약의 내용 자체가 아닌 매매대금의 조달방법, 즉 매매계약 체결의 동기에 관한 착오로 이 경우 그 동기를 의사표시의 내용으로 삼았을 때에 한하여 취소할 수 있다. 乙이 사전에 귀하에게 그 잔금 조달에 관한 계획을 명시하지 않았고 또한 乙이 계획한 잔금조달계획이 귀하와 乙 간 매매계약의 내용이 되었다고 보기도 힘들어 민법 제109조를 들어 취소할 수 없다[3].

- 인터넷 쇼핑물 판매자는 입력실수로 200만원 짜리 백과사전 전질을 20만원에 잘못기재하여 올렸다. A는 평소가격에 1/10에 하지 않는 것을 보고 즉시 카드결제를 하고 배송을 기다렸다. 이런 경우 판매자는 민법 제109조를 근거로 무효를 주장할 수 있다[4].

- 영국산일 줄 알고 산 브리테니카 사전이 실은 중국산이라 서점에 환불을 요구한다면 이 경우 소비자가 영국산이 아닌 것을 영국산인줄 알고 샀고 판매자의 경우 영국산이 아닌 것을 알고 판매한 경우에 해당하기 때문에 법률행위내용의 중요부분에 착오가 있을 때 취소할 수 있다[5].

- 자신의 업무능력이 회사에서 요구하는 수준에 상식적으로 현격히 미달한다는 것을 스스로 알면서도 이를 속이고 회사에 지원하여 채용되었을 경우는 근로계약이 취소될 수 있다[6].

- A는 중고 BMW를 인터넷을 통해 구입하였는 나중에 알고 보니 침수되었던 자동차였고 판매자는 이를 알리지 않은데 새 것과 다름이 없다고 하고 판매하였으며 몰랐던 사정과 관련해 본인의 중대한 과실이 있다고 볼 수도 없으므로 취소가능하다.[7]

## 판례
- 법률에 관한 착오라도 그것이 법률행위의 내용의 중요부분에 관한 것인 때에는 표의자는 그 의사표시를 취소할 수 있다[8].
- 착오를 이유로 화해계약을 취소할 수 있다[9].
- 상대방이 적법하게 해제한 계약을 취소권 행사하여 무효로 돌릴 수 있다[10].
- 의사표시의 동기에 관하여 착오가 있는 경우에는 그 동기를 당해 의사표시의 내용으로 삼을 것을 상대방에게 표시하고 의사표시의 해석상 그 동기를 의사표시의 내용으로 삼았을 때에 한하여 취소할 수 있다[11]
- 부동산 매매에 있어서 시가에 대한 착오는 동기의 착오에 불과할 뿐이며 법률행위의 중요 부분에 관한 착오라고 할 수 없다”며 시세에 대한 착오를 이유로 계약취소를 할 수 없다[12]
- 이 사건 오피스텔 수분양자들의 위와 같은 매수 동기는 이 사건 분양계약의 내용으로 표시되었을 뿐만 아니라, 나아가 이 사건 오피스텔 수분양자들뿐만 아니라 일반인이면 누구라도 위와 같은 착오를 일으키지 아니하였다면 피고 우0과 이 사건 분양계약을 체결하지 아니하였거나, 적어도 동일한 내용으로 계약을 체결하지는 않았을 것임이 명백하므로, 위와 같은 착오는 이 사건 각 분양계약 내용의 중요 부분에 착오가 있는 때에 해당한다고 할 것이다”라고 판단한 것이다[13].

## 참고 문헌
- 법률신문 2011-04-14 이준형 교수, 착오취소와 신뢰이익 배상[깨진 링크(과거 내용 찾기)]

## 같이 보기
- 오표시무해의 원칙